# Dobble

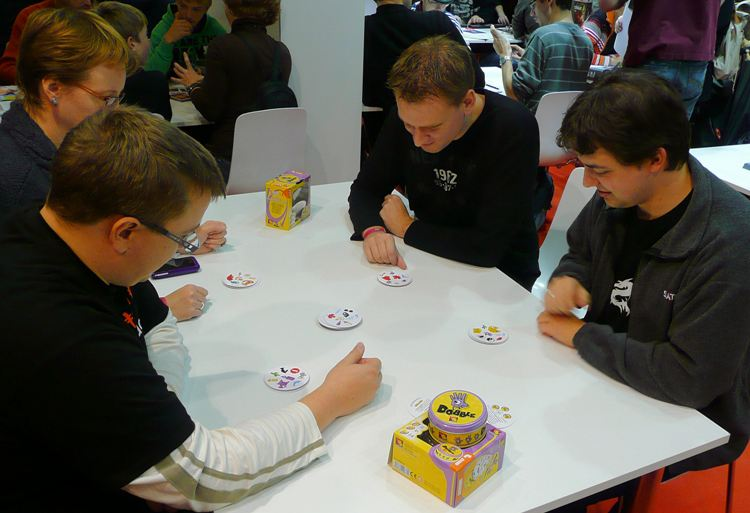
Dobble-spel

Dobble is een spel waarbij spelers gemeenschappelijke symbolen op twee kaarten moeten vinden. Het was het bestverkochte spel in het Verenigd Koninkrijk in 2018 en 2019.
Het spel wordt verkocht onder de naam Dobble in Europa en onder de naam Spot It! in de VS. De naam is een woordspeling op het woord "double".

## Spelverloop
Het spel wordt gespeeld met een kaartspel van 55 kaarten, elk bedrukt met acht verschillende symbolen. Elk mogelijk paar van twee kaarten heeft altijd slechts één overeenkomend symbool. Het doel van het spel is de eerste speler te zijn die het gemeenschappelijke symbool tussen twee gegeven kaarten aankondigt.

## Ontwikkeling
Geïnspireerd door het schoolmeisjesprobleem van Kirkman bedacht de Franse wiskundefanaat Jacques Cottereau in 1976 een spel bestaande uit een set van 31 kaarten. Op elke kaart stonden zes afbeeldingen van insecten, waarbij elk paar precies één afbeelding gemeenschappelijk had. In 2008 vond journalist en game-ontwerper Denis Blanchot een paar kaarten uit het "insectenspel" en hij kwam op het idee om Dobble te creëren.
Dobble werd in 2009 in Frankrijk uitgebracht en in 2011 in het Verenigd Koninkrijk en Noord-Amerika onder het merk Blue Orange Games. In 2015 verwierf het Franse bordspelbedrijf Asmodee de rechten op Dobble en Spot It!

## Wiskundige achtergrond

2 punten op elke lijn, 2 lijnen door elk punt

De bijzondere manier waarop symbolen op Dobble-kaarten zijn gerangschikt, kan worden begrepen met behulp van meetkunde. Als elke kaart wordt weergegeven door een lijn, en elk symbool door een punt waar twee lijnen elkaar kruisen, dan zijn de eigenschappen van Dobble als volgt:
- twee willekeurige lijnen snijden elkaar precies op één punt, en
- twee willekeurige punten zijn door precies één lijn met elkaar verbonden.

Deze meetkundige structuur is een voorbeeld van een eindig projectief vlak.

Het Fano-vliegtuig

Als er in elke lijn 3 punten zitten, ontstaat er een structuur die bekend staat als het Fano-vlak. Dit is een eenvoudigere versie van Dobble met 3 symbolen op elke kaart, 7 kaarten en 7 symbolen.
In het algemeen heeft een eindig projectief vlak van orde n n+1 punten op elke lijn, en n2+n+1 punten en lijnen. Dit impliceert dat een eindig projectief vlak van de orde n−1 n punten op elke lijn heeft, en n2−n+1 punten en lijnen.

Tabel van het projectief vlak van orde 7 met 57 punten, 57 lijnen, 8 punten op elke lijn en 8 lijnen door elk punt.

Het spel Dobble met 8 symbolen op elke kaart komt overeen met het eindige projectieve vlak van orde 7, waarbij elke lijn 8 punten verbindt. Dit resulteert in een structuur met 57 lijnen en 57 punten (72+7+1=82−8+1=57), overeenkomend met maximaal 57 kaarten en 57 symbolen. Dobble gebruikt 55 kaarten in plaats van 57, zodat de kaarten kunnen worden gedrukt op standaard kaartmachines die zijn ontworpen om kaartspellen met standaard speelkaarten te produceren (52 kaarten, 2 jokers en 1 reclamekaart). De juniorversie van Dobble bevat 6 symbolen per kaart, 30 kaarten en 31 verschillende symbolen (62−6+1=31).